# Herpetologie

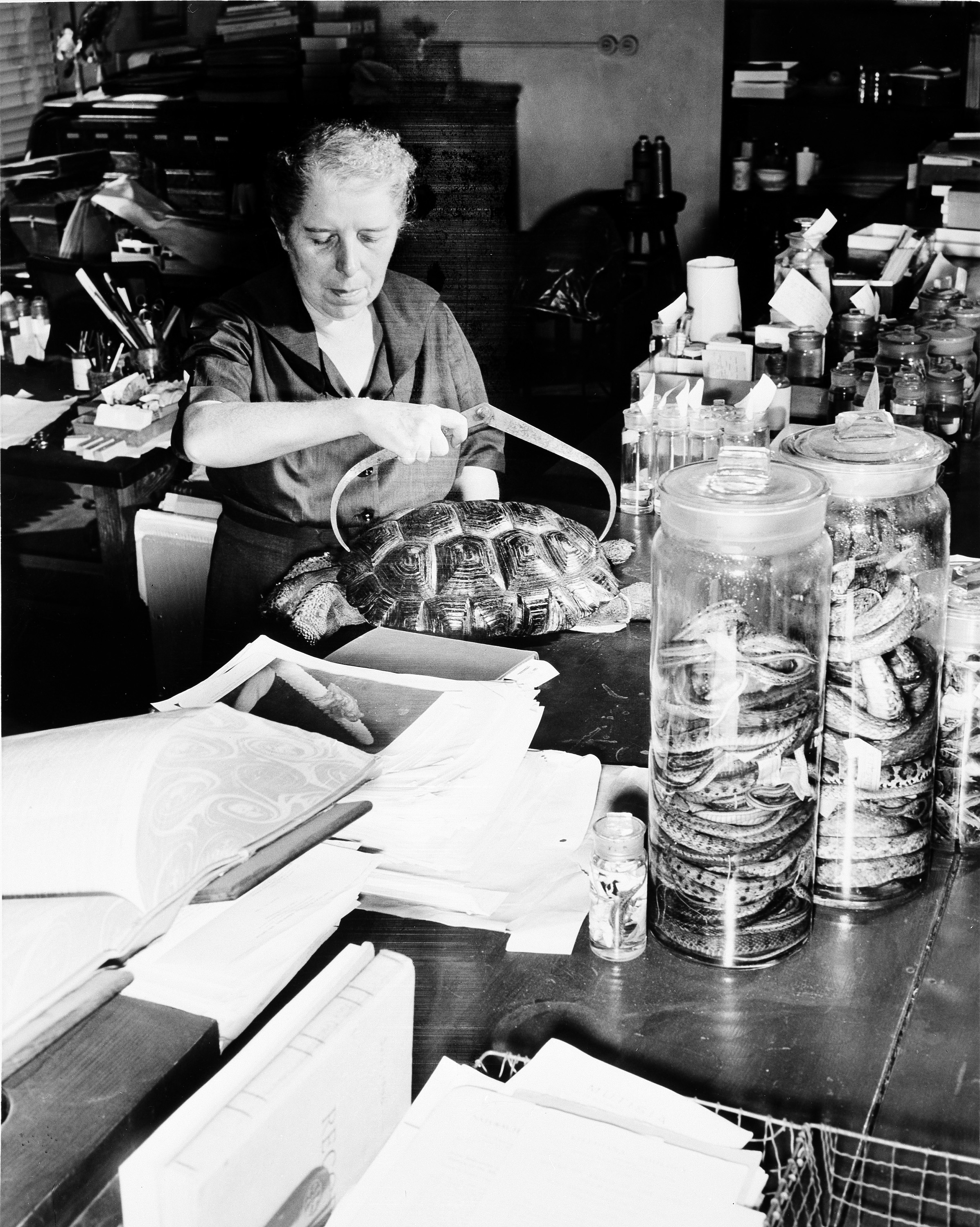
Doris Mable Cochran, een Amerikaans herpetologe, meet een rugschild (1954).

Herpetologie is de studie naar reptielen en amfibieën. Binnen de herpetologie zijn taxonomie, ecologie en (functionele) anatomie, het onderzoek naar vergiften, en onderzoek naar ziekten belangrijke subdisciplines. Hoewel in de herpetologie twee evolutionair onafhankelijke diergroepen omvat, wordt het om historische redenen als een enkel onderzoeksgebied gezien.

## Terrariumkunde of herpetologie?
Terrariumkunde wordt vaak tegelijk gebruikt met de term herpetologie. Terrariumkunde heeft betrekking op de kennis over het houden van reptielen en amfibieën. Dat neemt niet weg dat terrariumhouders belangrijke ontdekkingen hebben gedaan en zullen doen op het terrein van de herpetologie.
Terrariumkunde is in principe een hulpmiddel om bepaalde onderzoeksvragen uit de herpetologie te beantwoorden. Bijvoorbeeld de ideale combinatie van temperatuur en vochtigheid waarbij de eieren optimaal uitkomen, of om een bepaalde voedselvoorkeur te onderzoeken.
Dit onderzoek zou dan wel gebruikt moeten worden om relevante vragen uit de veldherpetologie te beantwoorden, want het is nauwelijks relevant te onderzoeken of een hagedis een voorkeur voor meelwormen of krekels heeft, als die in de natuurlijke omgeving niet voorkomen. Voor de bestudering van belangrijke zaken als migratie, overleving en voortplantingsresultaten is de terrariumkunde niet geschikt.

## Taxonomie
Taxonomie van reptielen en amfibieën is historisch gezien het voornaamste deel van het werk van herpetologen. Hoewel het grootste deel van de bekende soorten in de voorgaande eeuwen zijn beschreven, blijven herpetologen nieuwe soorten ontdekken. Zo zijn in de laatste 11 jaar 25% van de bekende amfibieënsoorten beschreven. Nieuwe data, vooral DNA-sequentiedata, zorgt regelmatig voor nieuwe inzichten in de relaties tussen verschillende soorten en groepen. Hierdoor moeten soortnamen soms worden veranderd.

## Ecologie
In ecologisch onderzoek worden reptielen en amfibieën vaak gezien als indicatorsoorten voor de kwaliteit van een gebied. Vooral amfibieën zijn bijzonder gevoelig voor veranderingen in het milieu, en worden gezien als een 'kanarie in een kolenmijn' waarschuwing voor de wereldwijde verslechtering van het milieu. Een groot deel van de bekende amfibieënsoorten ondergaat de laatste jaren dan ook een behoorlijke achteruitgang.

## Veldherpetologie
In de veldherpetologie vindt veel onderzoek plaats naar het terreingebruik en de ecologie van reptielen en amfibieën. De benodigde combinatie van geschikte biotopen voor het foerageren, de voortplanting en de overwintering leidt ertoe dat veel soorten slechts in bepaalde omstandigheden kunnen floreren.
Aantasting van het natuurlijke milieu door vermesting, overmatige begrazing, verstruweling, verbossing of houtkap kan populaties snel van de kaart vegen, omdat de dieren ook een beperkt migratievermogen hebben. De herpetologie onderzoekt welke factoren voor specifieke soorten het belangrijkst zijn en is dan ook van groot belang voor adequate beschermingsmaatregelen.

## Inventarisatie

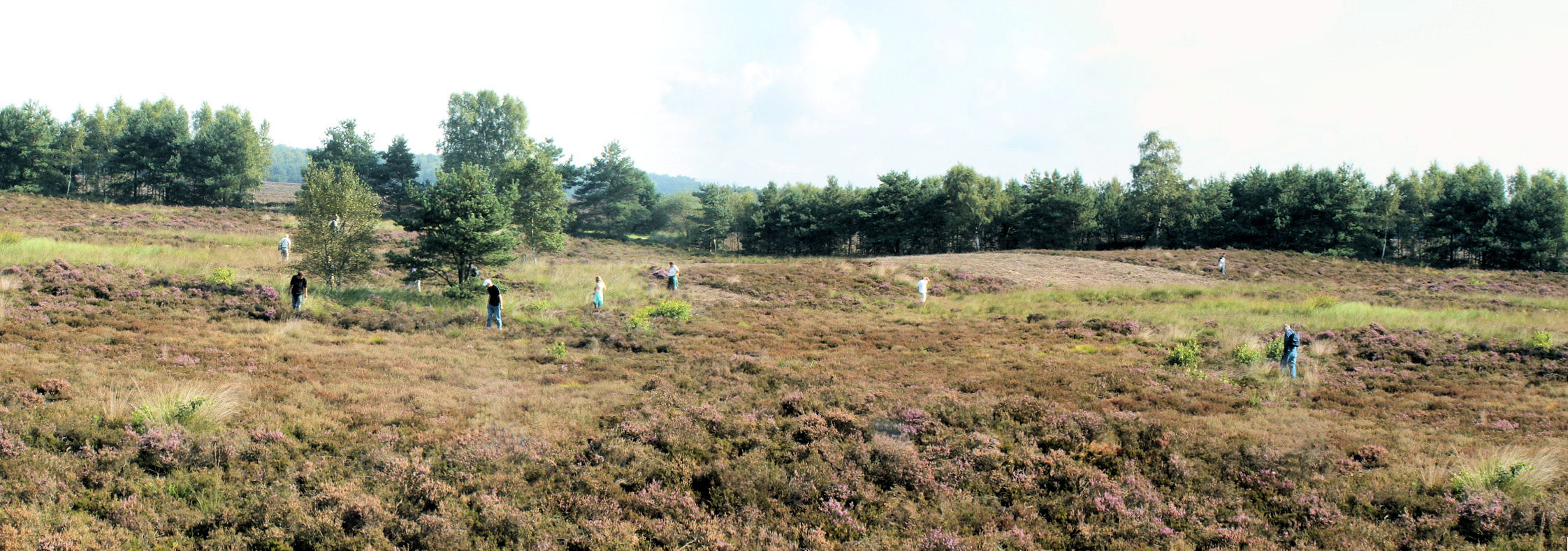
Dit zonnige milieu rond een heideven bevat zes soorten reptielen en ook enkele amfibieënsoorten

## Voorbeelden van onderzoeken in Nederland
- Landbiotoop rugstreeppad
Amfibieën zijn in hun landbiotoop vaak moeilijk te vinden en het is ook niet altijd duidelijk waar ze de voorkeur aan geven. Voor dit onderzoek wordt vaak gebruikgemaakt van telemetrie of allerlei vallen en schermen. In 2006 heeft een onderzoek plaatsgevonden naar de verblijfplaatsen van rugstreeppadden op het land. 's Nacht legt deze soort flinke afstanden af over open terrein, waar hij zijn voedsel zoekt. Overdag heeft hij behoefte aan een veilige rustplaats, meestal een holletje. Voor het onderzoek zijn rugstreeppadden voorzien van een zender en weer op de vangstplaats uitgezet.

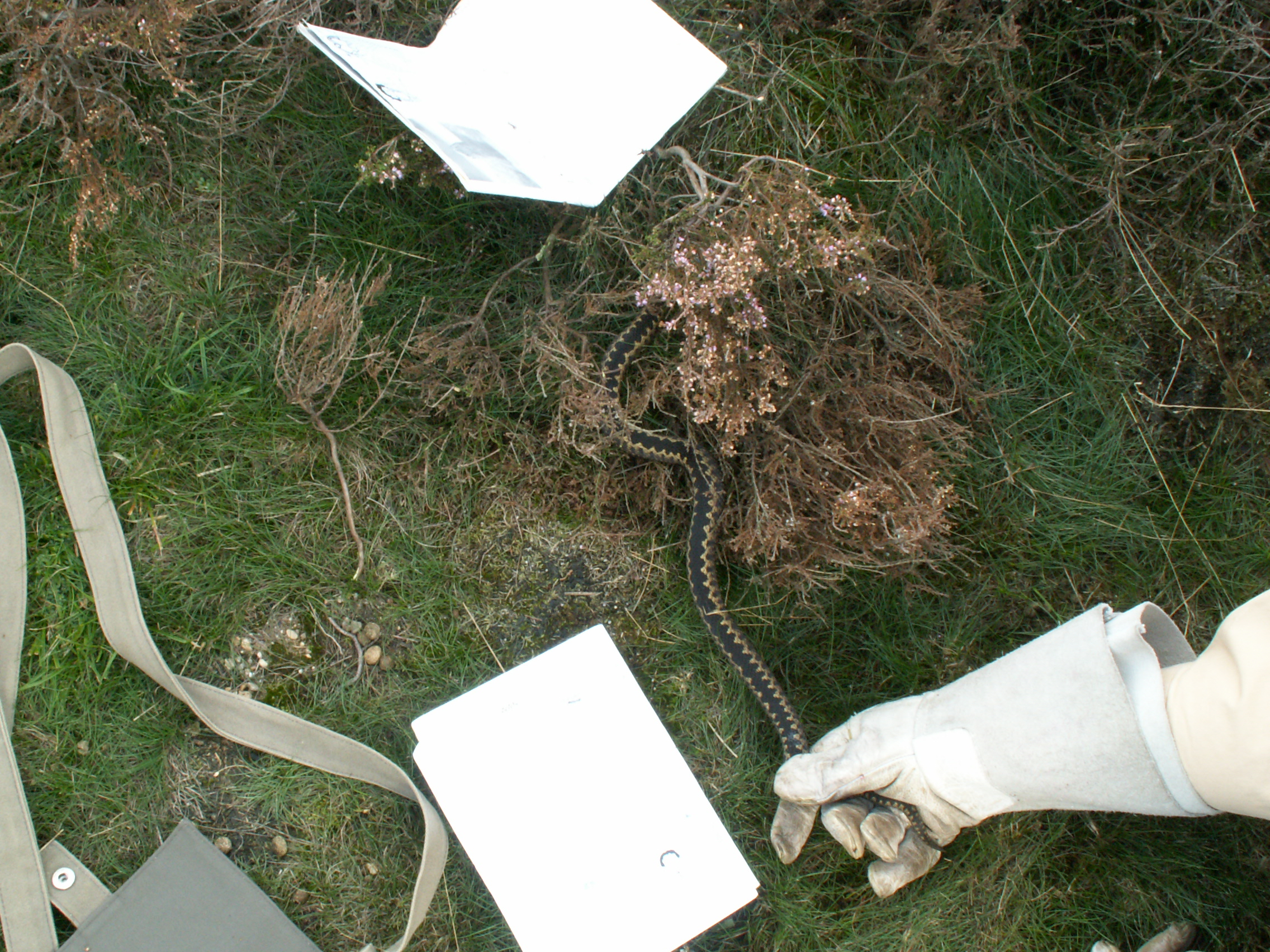
Vereist zijn dikke werkhandschoenen en een goede administratie

- Herkenning adders
Adders zijn herkenbaar aan het patroon van de kopschubben, door het maken van foto's en het coderen van het schubbenpatroon kunnen individuele adders herkend worden. Door dit gedurende vele jaren te doen kan een vrij nauwkeurige schatting van de populatie gedaan worden. Ook is het terreingebruik en de sterfte zo in kaart te brengen. Dit onderzoek wordt al in veel natuurterreinen waar adders voorkomen uitgevoerd.
- Monitoring diverse soorten
Over geheel Nederland liggen transecten die elk jaar weer afgelopen worden op zoek naar de daar voorkomende reptielen of amfibieën. Deze methode is erg waardevol als meetinstrument om achteruitgang en groei van populaties te kunnen schatten.

## Andere voorbeelden
Een voorbeeld van herpetologisch onderzoek is het onderzoek naar de verspreiding van de schimmel Batrachochytrium dendrobatidis. Deze schimmel tast de kikkers en padden snel aan waardoor een geïnfecteerd exemplaar binnen enkele weken sterft. Ze wordt verantwoordelijk gehouden voor de snelle achteruitgang van veel amfibieënpopulaties, die in de jaren zeventig begon.

## Referentie
- Phillips, K.; Tracking the vanishing frogs an ecological mystery; 1994; Penguin Books; ISBN 0-14-024646-0
  - Dit goed leesbare boekje beschrijft de achteruitgang van voornamelijk Amerikaanse kikkers en relateert het aan biotoopvernietiging, uv-straling, schimmels en mysterieuze oorzaken.